# Soheir Zaki
Soheir Zaki (El Mansoura, Egipto, el 4 de enero de 1945) es una bailarina y actriz egipcia. Apareció en más de 100 películas desde la década de 1960 hasta 1980.  

## Biografía
Zaki nació en El Mansoura, Egipto, el 4 de enero de 1945. Cuando tenía 9 años, su familia se mudó a Alejandría. Su padre murió cuando ella aún era joven y, eventualmente, su madre se volvió a casar. Después, su padrastro se convirtió en su gerente. Aprendió a bailar viendo películas de Tahiya Carioca y Samia Gamal.

## Carrera
Comenzó su carrera como bailarina de bodas en Alejandría. El productor de televisión Mohammed Salem la vio bailar y decidió lanzarla como presentadora en la televisión egipcia. Sin embargo, mostró más habilidad como bailarina y se hizo conocida por sus apariciones en programas como Adwoua El-Madina. Luego empezó a participar en películas egipcias, obteniendo papeles menores y concentrándose principalmente en el baile. En entrevistas, declaró que Nagwa Fouad era su "mayor rival" en ese momento. 
También actuó con frecuencia en clubes nocturnos egipcios, particularmente en el Nile Hilton Hotel. En 1964, se convirtió en la primera bailarina del vientre en bailar con la música de Umm Kalzum.
A lo largo de su carrera, bailó para muchos políticos, incluidos Anwar Sadat, Gamal Abdel Nasser y Richard Nixon. Se retiró en 1992, aunque más tarde enseñó danza del vientre en la Academia Egipcia de Danza Oriental de Raqia Hassan en El Cairo.

## Filmografía parcial
- 1963 Thaman al Hob (El precio del amor)
- 1963 Aelit Zizi ' (Familia de Zizi)
- 1963 Sanawat El Hobb ' (Años de amor)
- 1964 Hekayet Gawaz (La historia de un matrimonio)
- 1964 Daani wal demouh (Solo con mis lágrimas)
- 1964 Matloub Zawja Fawran (Una boda íntima)
- 1966 El Cairo 30
- 1966 Al Abeed (El idiota)
- 1969 Al-shaitan (El diablo)
- 1970 Seraa Maa el Mawt (La lucha con la muerte)
- 1970 El Maganeen el Talata (Los tres lunáticos)
- 1971 Rejal fil al Misyada (Hombres en la trampa)
- 1972 Melouk al Shar (Reyes del mal)
- 1975 Alo, ana al ghetta (Hola, soy el gato)
- 1978 Sultana al Tarab
- 1978 'Al Kallema Al Akhira (La última palabra)
- 1979 Yomhel wala Yohmel (Dios espera pero nunca descuida)
- 1982 Aroussa Wa Gouz Ersan (Una novia y dos novios)
- 1983 Enna Rabbaka Labelmersad (El señor del vigía )
- 1983 Al Rajel Elle Ba'aa al Shams